# Прозорливость
Прозорли́вость — способность предвидеть будущее, проницательность. Прозорливец — название, прилагаемое к некоторым из ветхозаветных пророков и данное им вследствие их чудесных видений.

## Этимология слова
Древнерусское слово, образованное от «прозоръ» — «прозорливость», образованного в свою очередь от глагола «прозьрѣти» — «предвидеть», старинное «зьрҍти» — «видеть».

## Ветхий Завет
Прозорливец (также ясновидец) — синоним ветхозаветного пророка. Первый эпизод, где встречается данное слово, очень примечателен. Описывая один случай из жизни царя Саула священный писатель говорит: «Прежде у Израиля, когда кто-нибудь шёл вопрошать Бога, говорили так: пойдём к прозорливцу» (1Цар. 9:9). Древнее и народное название пророка было прозорливец (Мих. 3:7)
Слово прозорливец прилагается в Ветхом Завете к Садоку, Гаду (2Цар. 24:11), Самуилу (1Пар. 9:22), Еману (25:5), Иоилю (2Пар. 9:29), Ананию (16:7), Асафу (29:30), Идифуну (35:15), Амосу (Амос. 7:12) и др. Существовала даже книга, вмещавшая в себе записи изречений прозорливцев — «Записи Хозая» (2Пар. 33:19).

## В христианской традиции
В христианской терминологии прозорливость — это также способность человека предвидеть будущее. Чаще всего используется в положительном контексте, то есть как дарованная Богом или обретённая благодаря глубокому опыту духовной жизни способность.
Термин «прозорливость» используется синонимично слову «пророчество» (не обязательно ветхозаветное). Из известных примеров последних столетий можно назвать прозорливость Серафима Саровского, оптинских старцев,  святого Иоанна Максимовича и преподобного Лонгина Печерского. В настоящее время сверхъестественный дар прозорливости приписывается многим православным старцам и отдельным духовникам.

## В психологии
Инстинктивная прозорливость (серендипность) — термин, употребляемый в психологии, обозначающий обнаружение одного предмета во время поисков чего-нибудь другого. Этот термин впервые использовался в отношении научного открытия, сделанного физиологом Уолтером Кенноном. Он вошёл в употребление благодаря Хорасу Уолполу, который создал этот термин в 1754 году, основываясь на сказке XVI века венецианского автора Микеле Трамедзино (Michele Tramezzino) «Три принца из Серендипа».
Принцы путешествовали по Земле в бесплодных поисках определённых вещей, но им всегда удавалось благодаря тщательным наблюдениям и тонкому логическому рассуждению делать другие, непредвиденные, но волнующие открытия. Серендипные важные открытия, таким образом, — следствие не только редкой счастливой случайности; для них требуется, чтобы человек был находчивым и проницательным, чтобы он мог понять значение того события, с которым «столкнулся». Возможно, каждый человек, который когда-либо держал собаку, видел как она выделяет слюну в присутствии непищевого стимула, такого как консервный нож, например, но потребовался гений Павлова, чтобы распознать значимость этой психической секреции, как он впервые назвал это, когда это случайно произошло в его лаборатории во время другого эксперимента